# Státní svátky Ázerbájdžánu
Toto je seznam státních svátků, které se slaví v Ázerbájdžánu.
| Datum           | Český název                                  | Místní název                                      | Poznámka |
| --------------- | -------------------------------------------- | ------------------------------------------------- | --- |
| 1.– 2. ledna    | Nový rok                                     | Yeni il                                           | |
| 20. ledna       | Den mučedníků                                | Qara Yanvar                                       | Připomínka Černého ledna, kdy sovětská vojska vstoupila Baku a zabila více než 130 civilistů v roce 1990. Také připomíná oběti války o Náhorní Karabach. |
| 8. března       | Mezinárodní den žen                          | Qadınlar günü                                     | |
| 20.– 21. března | Nourúz                                       | Novruz                                            | Tradiční perský svátek na oslavu jarní rovnodennosti |
| 8. května       | Den vítězství                                | Faşizm üzərində qələbə günü                       | Den vítězství nad fašismem |
| 28. května      | Den republiky                                | Respublika günü                                   | Založení demokratické Ázerbájdžánské republiky v roce 1918                                                                                               |
| 15. června      | Den národní záchrany                         | Azərbaycan xalqının Milli Qurtuluş günü           | Ázerbájdžánský parlament zvolil Hejdara Alijeva hlavou státu v roce 1993                                                                                 |
| 26. června      | Den ozbrojených sil Ázerbájdžánské republiky | Azərbaycan Respublikasının Silahlı Qüvvələri günü | |
| 9. listopadu    | Den národní vlajky                           | Dövlət Bayrağı Günü                               | Připomíná přijetí Vlajka Ázerbájdžánu 9. listopadu 1918                                                                                                  |
| 31. prosince    | Mezinárodní den solidarity Ázerbájdžánců     | Dünya azərbaycanlıların həmrəyliyi günü           | |
|                 | Svátek přerušení půstu                       | Ramazan Bayramı                                   | Islámský svátek, datum je různé, trvá 2 dny |
|                 | Svátek oběti                                 | Qurban Bayramı                                    | Islámský svátek, datum je různé, trvá 2 dny |